# Скит Всех Святых (Валаам)
Скит Всех Святых — один из скитов Валаамского монастыря, расположенный на Скитском острове Валаамского архипелага.

## История
Скит был основан в конце XVIII века, в 1789—1793 годах, игуменом Валаамского монастыря Назарием, и окончательно устроен игуменом Дамаскином. Скит был окружен еловым лесом, и отстоял от монастыря на 2 версты к северо-западу.
В скиту находилось восемь отдельных братских корпусов, а также каменный двухэтажный храм: «нижний», на первом этаже, был освящен в честь Всех Святых, «верхний» на втором — в честь Бесплотных Сил. На восточной стороне скита находилась часовня в честь крестных страданий Господа с иконостасом из красного и чёрного гранита.